# Mageochaeta kenricki
Mageochaeta kenricki là một loài bướm đêm trong họ Noctuidae.